# هوانغ لي (دراجة)
هوانغ لي (بالصينية: 黄丽) هي دراجة صينية، ولدت في 23 ديسمبر 1988 في شانغهاي في الصين.

## وصلات خارجية
- هوانغ لي على موقع أرشيف الدراجات (الإنجليزية)
- هوانغ لي على موقع اللجنة الأولمبية الدولية (الإنجليزية)
- هوانغ لي على موقع أوليمبيديا (الإنجليزية)
- هوانغ لي على موقع اللجنة الأولمبية الصينية (الإنجليزية)